# Tỉnh của Hà Lan
Hà Lan có mười hai tỉnh.

Bản đồ các tỉnh của Hà Lan

Các tỉnh này được chia thành 430 đô thị, tỉnh lỵ.
Cơ cấu tổ chức của 12 tỉnh này, thuộc sự quản lý và chỉ đạo của các cấp hành chính giữa chính phủ và các đô thị, tỉnh lỵ trung ương.
Họ làm những công việc như là: duy trì một bệnh viện ở một vùng nhất định hoặc là sáp nhập các hình thức chăm sóc sức khỏe khác, 
phát triển các hình thức thay thế của phương tiện giao thông công cộng, các biện pháp trong lĩnh vực giúp đỡ thanh niên, xây dựng đường dành riêng cho xe đạp...
Cùng nhiều hoạt động khác của tỉnh, tác động trực tiếp và gián tiếp đến cuộc sống hàng ngày của dân chúng. 
Bộ phận chính quyền Trung ương tỉnh hiếm khi là cơ quan duy nhất xử lý riêng lẻ những vấn đề nêu trên. 
Bộ phận này thường là một ban lãnh đạo, làm việc chặt chẽ với chính phủ, các thị trưởng của các đô thị, Hội đồng quản trị cơ quan cung cấp nước, các doanh nghiệp, các tổ chức trong và ngoài tỉnh.
Chính quyền tỉnh hoạt động theo những lĩnh vực rộng lớn dưới đây:
- Kế hoạch,
- Giao thông vận tải,
- Kinh tế, nông nghiệp, kinh doanh,
- Môi trường,
- Giải trí,
- Thiên nhiên và cảnh quan
- Phúc lợi,
- Văn hóa
- Tổ chức hành chính,
- Ban Giám sát cơ quan cung cấp nước và tài chính của các đô thị.

## Danh sách 12 tỉnh của Hà Lan
| Cờ | Tỉnh                        | Dân số    | Diện tích (đất+nước) | Diện tích (đất) | Mật độ dân số | Tỉnh lỵ          | Thành phố đông dân nhất | Đô thị (2018) |
| -- | --------------------------- | --------- | -------------------- | --------------- | ------------- | ---------------- | ----------------------- | ------------- |
|    | Drenthe                     | 490.870   | 2.680,37             | 2.641,09        | 186           | Assen            | Emmen                   | 12            |
|    | Flevoland                   | 387.698   | 2.412,30             | 1.417,50        | 274           | Lelystad         | Almere                  | 6             |
|    | Friesland / Fryslân         | 646.318   | 5.748,74             | 3.341,70        | 193           | Leeuwarden       | Leeuwarden              | 20            |
|    | Gelderland                  | 1.999.135 | 5.136,51             | 4.971,76        | 402           | Arnhem           | Nijmegen                | 53            |
|    | Groningen                   | 577.081   | 2.960,03             | 2.333,28        | 247           | Groningen        | Groningen               | 20            |
|    | Limburg                     | 1.122.990 | 2.209,22             | 2.150,87        | 522           | Maastricht       | Maastricht              | 33            |
|    | Noord-Brabant (Bắc Brabant) | 2.444.435 | 5.081,76             | 4.916,49        | 497           | 's-Hertogenbosch | Eindhoven               | 64            |
|    | Noord-Holland (Bắc Holland) | 2.668.197 | 4.091,76             | 2.671,03        | 999           | Haarlem          | Amsterdam               | 48            |
|    | Overijssel                  | 1.130.380 | 3.420,86             | 3.325,62        | 340           | Zwolle           | Enschede                | 25            |
|    | Utrecht                     | 1.220.324 | 1.449,12             | 1.385,02        | 881           | Utrecht          | Utrecht                 | 26            |
|    | Zeeland                     | 381.477   | 2.933,89             | 1.787,13        | 213           | Middelburg       | Terneuzen               | 13            |
|    | Zuid-Holland (Nam Holland)  | 3.502.595 | 3.418,50             | 2.814,69        | 1.244         | Den Haag         | Rotterdam               | 60            |